# Вахабов Мавлян Гафарович
Мавлян Гафарович Вахабов (Вахобов) (5 січня 1909, місто Токмак, тепер Чуйської області, Киргизстан — 1 березня 1991, місто Ташкент, тепер Узбекистан) — радянський партійний діяч, секретар ЦК КП(б) Узбекистану, заступник голови Ради міністрів Узбецької РСР. Депутат Верховної ради Узбецької РСР 2-го, 6-го і 8-го скликань. Депутат Верховної Ради СРСР 3-го скликання. Кандидат історичних наук (1944), доктор історичних наук (1963), професор.

## Життєпис
Народився в селянській родині. Батько працював садівником за наймом, був ткачем-кустарем.
З 1923 по 1929 рік Мавлян Вахабов виховувався в Ходжентському інтернаті, закінчив середню школу. У 1925 році вступив до комсомолу. У 1928—1929 роках — вчитель курсів із ліквідації неписьменності дорослого населення в місті Ходженті.
У 1929—1932 роках — студент Педагогічної академії в місті Самарканді. Одночасно, з 1930 року працював викладачем на різних курсах і у технікумах міста Самарканда, був заступником директора Самаркадського вечірнього педагогічного інституту.
З 1932 по 1936 рік навчався в аспірантурі при кафедрі економіки Узбецького державного університету. Одночасно, в 1932—1935 роках — асистент, в 1935—1938 роках — старший викладач кафедри політичної економії Узбецького державного університету. У 1937 році також закінчив теоретичний курс аспірантури при кафедрі історії КПРС Узбецького державного університету.
У 1938—1944 роках — старший викладач Таджицького вчительського інституту в місті Ташкенті, старший викладач Ташкентського вечірнього педагогічного інституту, завідувач навчальної частини партійної школи при ЦК КП(б) Узбекистану.
Член ВКП(б) з 1941 року.
У 1944—1946 роках — завідувач сектору агітації ЦК КП(б) Узбекистану; секретар Ташкентського обласного комітету КП(б) Узбекистану із пропаганди та агітації.
15 лютого 1946 — 14 квітня 1950 року — секретар ЦК КП(б) Узбекистану із пропаганди та агітації.
З 24 квітня 1950 року — заступник голови Ради міністрів Узбецької РСР.
Потім — завідувач відділу Інституту історії та археології Академії наук Узбецької РСР; заступник директора Ташкентської Вищої партійної школи; головний редактор журналу «Узбекистон коммунисти»; директор Інституту історії партії при ЦК КП Узбекистану; директор Ташкентської Вищої партійної школи.
Після виходу на пенсію — старший науковий співробітник Інституту історії партії при ЦК КП Узбекистану, професор кафедри історії КПРС Ташкентського державного університету.
Помер 1 березня 1991 року в місті Ташкенті.

## Нагороди
- орден Леніна
- два ордени Трудового Червоного Прапора
- три ордени «Знак Пошани»
- медаль «За доблесну працю у Великій Вітчизняній війні 1941—1945 рр.»
- медалі
- Почесні грамоти Президії Верховної ради Узбецької РСР